# Sauvagesia alpestris
Sauvagesia alpestris är en tvåhjärtbladig växtart som först beskrevs av Carl Friedrich Philipp von Martius, och fick sitt nu gällande namn av Daniela Cristina Zappi och E. Lucas. Sauvagesia alpestris ingår i släktet Sauvagesia och familjen Ochnaceae. Inga underarter finns listade i Catalogue of Life.

## Bildgalleri

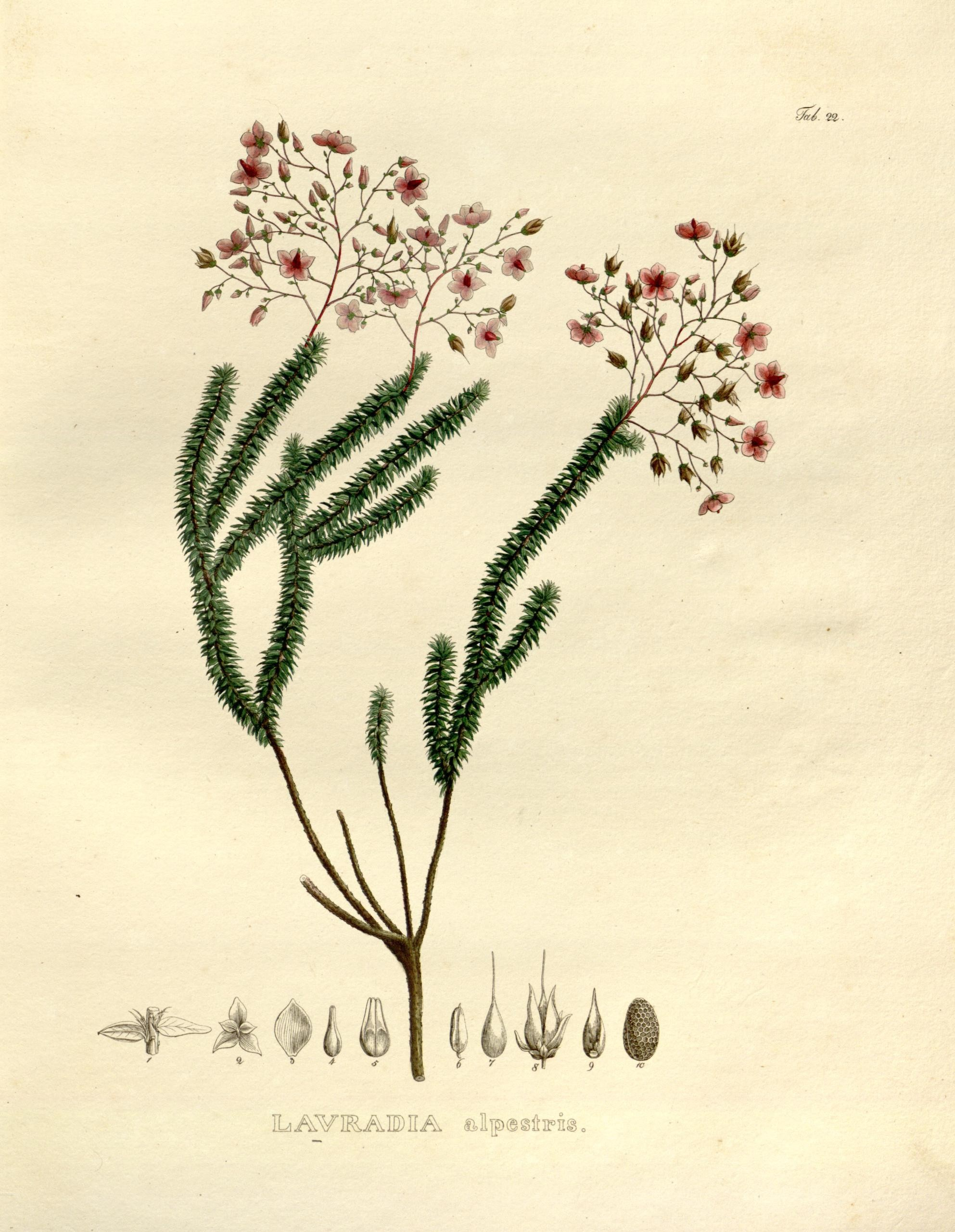